# Science-Fiction-Jahr 1874
Übersicht

◄◄ | ◄ | 1870 | 1871 | 1872 | 1873 | Science-Fiction-Jahr 1874 | 1875 | 1876 | 1877 | 1878 | ► | ►►

Weitere Ereignisse

## Neuerscheinungen Literatur
| Deutscher Titel                    | Deutschsprachiges Erscheinungsjahr | Originaltitel                                                                                          | Autor             | Anmerkungen |
| ---------------------------------- | ---------------------------------- | --- | ----------------- | ----------- |
| Das Land der Freiheit              | –                                  | – | Ferdinand Amersin |             |
| Visionen eines deutschen Patrioten | –                                  | – | Richard Voß       |             |
| Die geheimnisvolle Insel           | 1875                               | L’Île mystérieuse                                                                                      | Jules Verne       |             |
| Eine Idee des Dr. Ox               | 1875                               | Le Docteur Ox                                                                                          | Jules Verne       |             |
|                                    |                                    | Annals of the Twenty-Ninth Century; Or, The Autobiography of the Tenth President of the World Republic | Andrew Blair      |             |

## Geboren
- Emil Felden († 1959)
- Hermann Jaques
- Friedrich Kayssler († 1945)
- Wilhelm Middeldorf († 1919)
- Franz Wagenhoff
- Sydney Fowler Wright († 1965)
- Michelangelo von Zois († 1945)